# Hangu (Neamţ)
Hangu é uma comuna romena localizada no distrito de Neamţ, na região de Moldávia. A comuna possui uma área de 119.34 km² e sua população era de 4073 habitantes segundo o censo de 2007.